# La Bastide-de-Besplas
La Bastide-de-Besplas är en kommun i departementet Ariège i regionen Occitanien i södra Frankrike. Kommunen ligger  i kantonen Le Mas-d'Azil som ligger i arrondissementet Pamiers. År 2022 hade La Bastide-de-Besplas 373 invånare.

## Befolkningsutveckling
Antalet invånare i kommunen La Bastide-de-Besplas
Referens: INSEE